# Cicindela nebraskana
Cicindela nebraskana este o specie de insecte coleoptere descrisă de Thomas Casey în anul 1909. Cicindela nebraskana face parte din genul Cicindela, familia Carabidae. Această specie nu are alte subspecii cunoscute.